# Bombdådet i Karachi 2007
Bombdådet i Karachi 2007 ägde rum natten mellan den 18 oktober 2007 i Karachi, Pakistan, och var riktat mot Benazir Bhuttos kortege. Omkring 140 döda och 400 skadade blev resultatet.

## Bakgrund
Efter åtta år i exil kunde Benazir Bhutto, partiledare för Pakistan Peoples Party (PPP) och tidigare Pakistans premiärminister, återvända hem. Inför återkomsten hade hot mot Bhutto framförts och säkerhetstjänsten ville inte att en offentlig kortege skulle genomföras.

## Attentatet
Bhutto anlände till Karachis flygplats 18 oktober där hon steg in i en skottsäker container på ett lastbilsflak. Målet för färden var Jinnahs grav. Hundratusentals människor hade samlats för att hylla Benazir Bhutto längs vägen. Bhutto vistades mestadels oskyddad på fordonets tak. Efter midnatt lokal tid inträffade två explosioner framför Bhuttos fordon. På de tätpackade gatorna fick det förödande konsekvenser med hundratals döda och skadade. Bhutto undkom oskadd och hjälptes ut från lastbilsvraket och kördes därifrån. En stor andel av de döda var poliser, säkerhetsvakter och partimedarbetare från PPP.
Enligt pakistansk polis var den mindre explosionen en handgranat och den större en självmordsbombare. Polisen tror sig ha återfunnit självmordsbombarens huvud tämligen intakt.